# Ridleyella
Ridleyella is een monotypisch geslacht van orchideeën uit de onderfamilie Epidendroideae.
Ridleyella paniculata is een epifytische orchidee, endemisch voor de regenwouden van Nieuw-Guinea.

## Naamgeving en etymologie
De botanische naam Ridleyella is een eerbetoon aan de Engelse botanicus Henry Nicholas Ridley (1855-1956).

## Kenmerken
Ridleyella paniculata is een epifytische planten met lange, ovale pseudobulben met aan de top twee lijnvormige, leerachtige bladeren. De bloeiwijze is een hangende, veelbloemige, samengestelde tros met atypische, donkerpaarse bloempjes.
De plant lijkt in vegetatieve staat veel op een Acriopsis.

## Habitat en verspreiding
Ridleyella paniculata groeit op bomen op zonnige plaatsen aan de rand van het regenwoud, op hoogtes van 600 tot 1.200 m in de laaglanden en bergen van Nieuw-Guinea.

## Taxonomie
Het geslacht is monotypisch, telt slechts één soort. Het is nauw verwant aan het geslacht Thelasis.
- Ridleyella paniculata (Ridl.) Schltr. (1913)